# Лукинська (Подпорозький район)
Лукинська (рос. Лукинская) — присілок у Подпорозькому районі Ленінградської області Російської Федерації.
Населення становить 223 особи. Належить до муніципального утворення Вінницьке сільське поселення.

## Історія
Згідно із законом від 1 вересня 2004 року № 51-оз належить до муніципального утворення Вінницьке сільське поселення.

## Населення
| 1873 | 1885 | 1905 | 1940 | 1952 | 1965 | 1971 |
| ---- | ---- | ---- | ---- | ---- | ---- | ---- |
| 48   | ↘37  | ↗75  | ↗140 | ↗251 | ↘66  | ↗296 |
| 1975 | 1989 | 1990 | 1997 | 2002 | 2007 | 2010 |
| ↘294 | ↗334 | ↘268 | ↗290 | ↘274 | ↘247 | ↘223 |